# Маринопіль (Нікопольський район)
Марино́піль (в минулому — Фельзенбах, Шишківка) — село в Україні, у Нікопольському районі Дніпропетровської області. Входить до складу Першотравневської сільської громади.
Колишній орган місцевого самоврядування — Павлопільська сільська рада. Населення — 131 мешканець.

## Географія
Село Маринопіль знаходиться на лівому березі річки Базавлук, вище за течією на відстані 3 км розташоване село Шевченкове, нижче за течією на відстані 1 км розташоване село Шишкине.

## Історія
Станом на 1886 рік у німецькій колонії Фельзенбах Миколайтальської волості Катеринославського повіту Катеринославської губернії мешкало 224 особи, налічувалось 27 дворових господарств, існували школа й лавка.
7 (20) листопада 1917 року, відповідно до Третього Універсалу Української Центральної Ради, увійшло до складу Української Народної Республіки.  
12 червня 2020 року, відповідно до розпорядження Кабінету Міністрів України № 709-р від «Про визначення адміністративних центрів та затвердження територій територіальних громад Дніпропетровської області», увійшло до складу Першотравневської сільської громади.
19 липня 2020 року, в результаті адміністративно-територіальної реформи і ліквідації Нікопольського району(1923—2020), село увійшло до складу новоутвореного Нікопольського району.